# Лепошел
Лепошел (рум. Lăpoșel) — село у повіті Прахова в Румунії. Входить до складу комуни Лапош.
Село розташоване на відстані 82 км на північ від Бухареста, 36 км на північний схід від Плоєшті, 131 км на захід від Галаца, 83 км на південний схід від Брашова.

## Населення
За даними перепису населення 2002 року у селі проживали 419 осіб, усі — румуни. Усі жителі села рідною мовою назвали румунську.